# Rosy Armen

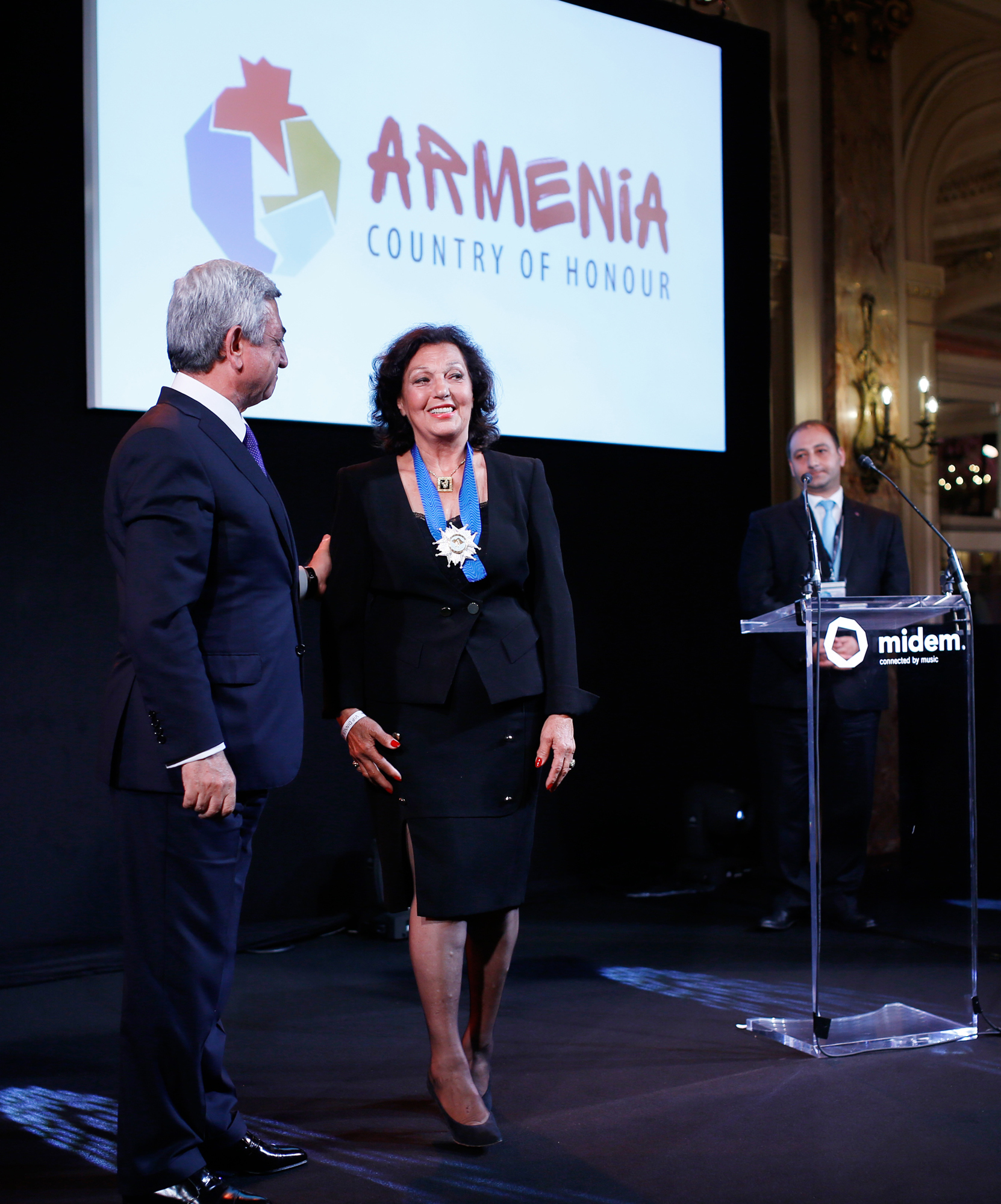
Rosy Armen in Cannes

Rosy Armen, geboren als Rosy Hovannisia (* 1. Mai 1939 in Paris) ist eine französische Sängerin armenischer Herkunft. Sie singt die meisten ihrer Lieder auf Französisch und Armenisch. Ferner singt sie auf Italienisch, Deutsch, Spanisch und Englisch.

## Leben
Rosy Armen wurde als Tochter von Khurshut Hovannisian aus Nachitschewan und Nvart Alozian aus einem Vorort von Ankara geboren. Ihre Eltern waren in den 1920er Jahren nach Frankreich eingewandert und lernten sich dort kennen. Obwohl ihre Eltern eine Karriere als Sängerin ablehnten, setzte Rosy Hovannisian, später Bedrossian, sie mit Leidenschaft fort und nahm den Künstlernamen Rosy Armen an.
Aufgrund ihres Erfolgs wurde sie nicht nur in Frankreich bekannt, sondern auch in Europa, der Sowjetunion, den Vereinigten Staaten und dem Nahen Osten, wo es viele armenische Gemeinden gibt. Sie nahm auch an den Persepolis-Feierlichkeiten im Iran teil.
1970 nahm sie an den Auswahlrunden für den Eurovision-Gesangswettbewerb als Vertreterin von Spanien teil. Sie sang das Lied Gwendolyne. Im Wettbewerb sang Julio Iglesias das Lied.
Ihr Repertoire umfasst Musik von Aram Chatschaturjan, Michel Legrand, Boris Pasternak und Jewgeni Jewtuschenko. Sie sang auch als Partnerin von Julio Iglesias.
Auf dem Höhepunkt ihrer Karriere strahlte durch die Bemühungen von Michel Lancelot und Roger Benamou das französische Fernsehen ihre Konzerte im Ausland aus. In Frankreich gab sie Konzerte in renommierten Musiktheatern wie dem Olympia in Paris. Sie sang auch in der Carnegie Hall in New York, am Los Angeles Music Center, im Place-des-Arts-Theater in Montreal und im Sportpalast Luschniki in Moskau.
Nach dem Erdbeben von Spitak 1988 lud Charles Aznavour sie ein, mit ihm und anderen das Lied Pour Toi, Arménie zu singen, das für zehn Wochen auf dem ersten Platz der französischen Top 50 blieb. 1990 machte sie eine Tour durch Armenien. Bereits seit mehreren Jahrzehnten in der armenischen Diaspora beliebt, wurde sie nun auch in Armenien populär.

## Diskografie

### Maxi singles
- Moi qui t’aimais (Vogue, 1961)
- Né pour moi (Vogue, 1961)
- Cuando calienta el sol (Vogue, 1962)
- Tu croiras (Vogue, 1962)
- La dernière étoile (Vogue, 1963)
- Prenez garde (Vogue, 1963)
- Yes mi siroun (Vogue, 1964)
- Si j'étais sûre (Polydor, 1964)
- La grande Russie (CBS, 1965)
- Bons baisers de Russie (CBS, 1965)
- Le jeu des amoureux (CBS, 1966)
- Dele divané (Top 4, 1966)
- L’âme slave (Top 4, 1966)
- Le ciel, la Terre et l’amour (Top 4, 1966)
- La première fois (CBS, 1966)
- Ailleurs qu'à Paris (Melodia, 1967)

### Lieder auf Armenisch
- Bulbul
- Noubar Noubar
- Yes Mi Siroun
- Oror Oror
- Mardiguy Yerker
- Yerevan
- Bantertoutyan Anabadoum
- Vayri Dzaghig
- Yes Pelpoul Em
- Tampe Tserine
- Hingala
- Kisher Tsereg

### Alben
- Rosy Armen (Vogue, 1963)
- Rosy Armen (Melodia, 1967)
- Si on se resemble (Columbia, 1968)
- Gwendolyne (Columbia, 1971)
- Yerevan (Iberia, 1972)
- Rosy Armen (Ambar, 1972)
- Blboul (Arka, 1981)
- Aranjuez (Arka, 1982)
- Hier et demain (PSI International, 1986)
- Armenia (1992)
- Le top de l’Arménie (PSI International, 1996)
- Mi sirde ounem (Atlantis Records, 2001)